# Emil Bursche
Emil Bursche (ur. 9 czerwca 1872 w Zgierzu, zm. 10 listopada 1934 w Warszawie) – lekarz-chirurg, długoletni dyrektor i naczelny lekarz szpitala ewangelickiego w Warszawie.
Był synem Ernesta Wilhelma Bursche i Matyldy z domu Müller, młodszym bratem biskupa kościoła ewangelickiego Juliusza Bursche.
Na stanowisku dyrektora szpitala był następcą dr. Władysława Stankiewicza, jego następcą został dr Feliks Podkóliński.
Został pochowany na cmentarzu ewangelicko-augsburskim w Warszawie (aleja E, grób 13).